# 善巧寺 (春日部市)
善巧寺（ぜんぎょうじ）は、埼玉県春日部市にある浄土真宗本願寺派の寺院。

## 歴史
1939年（昭和14年）、榎本晃承によって開山された。愛知県幡豆郡三和村（現・西尾市）の善巧寺の末寺として、東京府東京市世田谷区世田谷（現・東京都世田谷区豪徳寺）に創建された説教所が起源である。
その後、幼稚園「ぜんぎょう幼稚園」を開園し、宗教活動と共に幼児教育に力を入れた。1986年（昭和61年）、ぜんぎょう幼稚園を閉園したのを機に、「お念仏の声が聞こえないところにお念仏を」という理念の下、寺院空白地域だった春日部市の現在地に移転した。
世田谷時代、当寺の山号は特に無かったが、現在は「正覚山」の山号がある。

## 交通アクセス
- 一ノ割駅より徒歩7分。